# Dywizja

Oznaczenie dywizji wojsk własnych piechoty na mapach NATO

Dywizja – podstawowy związek taktyczny różnych rodzajów sił zbrojnych (5–15 tys. żołnierzy) składający się zazwyczaj z pułków lub brygad różnych rodzajów wojsk (typowych dla danego rodzaju sił zbrojnych) przeznaczonych do prowadzenia walki oraz oddziałów i samodzielnych pododdziałów przeznaczonych do zabezpieczenia bojowego działań, zapewnienia zaopatrzenia materiałowego i utrzymania w gotowości bojowej sprzętu technicznego jednostek dywizyjnych.

## Typy dywizji
- dywizja artylerii
- dywizja artylerii przeciwlotniczej,
- dywizja kawalerii powietrznej,
- dywizja lotnicza
- dywizja obrony powietrznej kraju,
- dywizja rakietowa
- dywizja (kawalerii) pancerna
- dywizja piechoty,
- dywizja piechoty górskiej
- dywizja piechoty morskiej
- dywizja powietrznodesantowa
- dywizja zmechanizowana
- dywizja zmotoryzowana.

Do dawnych rodzajów dywizji należą m.in.:
- dywizja kawalerii,
- dywizja kawalerii cz. zmotoryzowana.

Skład organizacyjny dywizji jest zazwyczaj stały. Dywizja działa przeważnie w składzie armii lub korpusu, może również wykonywać niektóre zadania samodzielnie.
Dowództwo dywizji może kierować kilkoma brygadami różnego rodzaju i różnych narodowości. Jednostki umożliwiają dowództwu dywizji dowodzenie podległymi wojskami, ich wspieranie i zabezpieczenie logistyczne oraz tworzenie punktów ciężkości na rzecz walczących brygad.

## Dywizja historycznie
Idea dywizji jako zgrupowania bojowego pojawiła się w XVIII wieku na skutek wzrostu liczebności armii walczących w polu. Zamiast przemieszczać w jednej kolumnie po jednej drodze kilkudziesięciotysięczną armię, uznano, że lepiej podzielić ją na kilka mniejszych przemieszczających się po równoległych drogach. Każda z nich miała być na tyle silna, by mogła przez kilka godzin odpierać ataki o wiele większych sił wroga, gdy w tym czasie pozostałe kolumny maszerowały, kierując się na odgłos dział i wchodziły na pole bitwy z kilku kierunków. Ten pomysł, w połączeniu z administracyjnym podziałem wojsk na dywizje terytorialne, zaowocował pierwszymi w pełni sprawnymi dywizjami w armiach Republiki Francuskiej po 1791 roku. Następnie w wyniku wielkiego wzrostu liczby dywizji w armii francuskiej zdecydowano się je połączyć w większe zgrupowania tzw. korpusy. 
W siłach zbrojnych III Rzeszy dywizje również grupowano w korpusy. Pod względem wartości dzieliły się na 1, 2, 3 i 4 formowania.
Najbardziej wartościowe były dywizje 1 formowania, tzw. dywizje czynne okresu pokojowego. Dywizje 2 formowania (zwane rezerwami) niewiele odbiegały w strukturze organizacyjnej i uzbrojeniu od dywizji 1 formowania. Natomiast dywizje 3 formowania to byłe dywizje Landwehry, składające się w wiekszości z rezerwistów starszych wiekiem. Przeznaczone głównie do działań obronnych. W porównaniu do dywizji 1 i 2 formowania posiadały więcej karabinów maszynowych i pododdziałów saperskich, ale znacznie mniej środków transportu. Dywizje 4 formowania tworzono na bazie pododdziałów szkolnych wszystkich rodzajów wojsk i służb o składzie podobnym jak dywizje 1 i 2 formowania. Gotowość bojową uzyskiwały po stosunkowo krótkim czasie. 
W wojsku I Rzeczypospolitej dywizja (w połowie XVII wieku) była zgrupowaniem wojsk doraźnie organizowanym dla wykonania określonych zadań taktycznych. Dywizją nazywano również samodzielne zgrupowania wojsk dowodzone przez hetmanów lub regimentarzy. W XVIII wieku dywizja stała się jednostką terytorialną, podporządkowano jej oddziały stacjonujące na określonym obszarze państwa. W takim rozumieniu była swoistą prekursorką okręgu wojskowego.
W czasie insurekcji kościuszkowskiej dywizja nie miała standardowej organizacji. W każdym okresie składała się jednak z trzech rodzajów wojsk: piechoty i strzelców, kawalerii oraz artylerii. Podział wewnętrzny ograniczał się jedynie do tzw. komend. Występował natomiast podział ugrupowania dywizji:
- marszowy: awangarda, korpus (siły główne) i ariergarda;
- bojowy: pierwsza i druga linia piechoty, prawe i lewe skrzydło (przeważnie jazda) i korpus rezerwowy.

## Dywizja pancerna
Orientacyjna organizacja dywizji pancernych okresu II wojny światowej (najważniejsze komponenty):
USA
- Ciężka dywizja wzoru 1942: 2 pułki pancerne (6 batalionów), 1 pułk piechoty pancernej – 232 czołgi średnie, 158 czołgów lekkich, 96 dział samobieżnych i opancerzonych pojazdów wsparcia; 14.680 ludzi[6],
- Dywizja wzoru 1943: 3 bataliony czołgów, 3 bataliony piechoty zmechanizowanej – 168 czołgów średnich, 83 czołgi lekkie, 89 dział samobieżnych i opancerzonych pojazdów wsparcia; 10.616 ludzi[6],

III Rzesza
- Dywizja wzoru 1939, stan teoretyczny: brygada pancerna i zmotoryzowana, pułk artylerii, batalion motocyklowo-strzelecki, zwiadowczy i saperski, dywizjon przeciwpancerny, batalion łączności i służby tyłowe. Według tych założeń stan etatowy dywizji pancernej powinien wynosić ponad 11 000 żołnierzy, ponad 300 czołgów, 10 samochodów pancernych i 130 dział i moździerzy[7].
- Dywizja wzoru sierpień 1944, stan teoretyczny: 1 pułk pancerny (2 bataliony), piechota pancerna – 160 czołgów średnich, 21–31 dział pancernych (faktycznie na ogół mniej)[8].

W części państw nie organizowano dywizji pancernych (np. ZSRR – brygady i korpusy pancerne).

## Polskie dywizje (stan na 2019)
Trzonem polskich wojsk lądowych są cztery dywizje (trzy zmechanizowane i jedna kawalerii pancernej):
- 11 Lubuska Dywizja Kawalerii Pancernej im. Króla Jana III Sobieskiego (Żagań),
- 12 Szczecińska Dywizja Zmechanizowana im. Bolesława Krzywoustego (Szczecin),
- 16 Pomorska Dywizja Zmechanizowana im. Króla Kazimierza Jagiellończyka (Olsztyn),
- 18 Dywizja Zmechanizowana im. gen. broni Tadeusza Buka (Siedlce).